# قائمة الكوارث البحرية

## الكوارث في زمن السلم
العديد من الحوادث والكوارث البحرية تحدث خارج نطاق الحروب. جميع السفن، بما في ذلك تلك المرتبطة بالبحرية العسكرية هي عرضة للمشاكل من الظروف الجوية، والتصميم الخاطئ أو الخطأ البشري. حدثت بعض الكوارث أدناه في فترة الصراع، على الرغم من أن خسائرهم كانت لا علاقة لها بأي عمل عسكري. القوائم في الجدول في ترتيب تنازلي من حيث حجم الإصابات التي لحقت بهم.
| العام | البلد                | الوصف | عدد الضحايا | الصورة                 |
| ----- | -------------------- | --- | ----------- | ---------------------- |
| 1987  | فلبين                | MV (Doña Paz) – في 20 كانون الأول 1987، اصطدمت عبارة الركاب مع ناقلة نفط فيكتور في مضيق تابلاس، بالقرب من ماريندوك. تركت الكارثة الناتجة من إشتعال النار عددا يقدر ب 4.341 غرقى والضحايا شملت جميع الركاب ولكن 24 من ركاب دونا باز ، والجميع ماعدا اثنين من طاقم فيكتور الثلاثة عشر رجلا. | 4,341       |                        |
| 1948  | الصين                | SS (Kiangya) –باخرة الركاب إنفجرت وغرقت في ومصب نهر هوانغبو 50 ميل (80 كـم) جنوب شنغهاي في 4 كانون الأول 1948. كان السبب يشتبه في الانفجار Kiangya ضرب لغم الذي خلفته البحرية الإمبراطورية اليابانية في الحرب العالمية الثانية. عدد القتلى الدقيق غير معروف، ومع ذلك، يعتقد أن ما بين 2,750 و 3.920 توفي مع 700-1,000 جرى إلتقاطهم ونجوا من قبل السفن الأخرى. | 2,750-3,920 |                        |
| 1917  | كندا                 | Mont-Blanc وقد حدث انفجار هاليفاكس - في 6 ديسمبر 1917، في هاليفاكس، نوفا سكوتيا كندا، وقد دمرت المدينة بسبب إنفجار ضخم للسفينة الفرنسية مونت بلانك المحملة بالكامل بالذخائر، حيث إصطدمت مع السفينة النرويجية Imo في المضيق في جزء من ميناء هاليفاكس. مونت بلانك-' الطاقم المكون من 40 رجلا تمكنوا من الهرب ولكن في غضون دقائق إنفجرت السفينة. وقتل نحو 2,000 شخص على شاطئ هاليفاكس من جراء الانفجار، وهبوط الحطام والحرائق أو انهيار المباني، وجرح أكثر من 9,000 شخص، ولا سيما بسبب الزجاج المتطاير. فإنه لا يزال أكبر انفجار عرضي لأسلحة تقليدية حتى اللحظة. | 2,000       |                        |
| 2002  | السنغال              | MV (Le Joola) – يوم 26 سبتمبر عام 2002، انقلبت العبارة المحملة فوق طاقتها في بحر هائج مع عدد القتلى يقدرون بأكثر من 1,800. | 1,800       |                        |
| 1822  | الصين                | تيك سينغ - السفينة الصينية، وهي تدعى نفاية (السفينة نفاية، وهي تابعة لباتافيا، جزر الهند الشرقية الهولندية في 6 فبراير 1822 حاولت الاختصار من خلال مضيق غاسبار بين بيليتونج وجزر بانجكا وترتكز على الشعاب المرجانية. وغرقت السفينة في حوالي 100 قدم (30 م) من الماء، مما أسفر عن مقتل حوالي 1,600 شخص. | 1,600       |                        |
| 1912  | المملكة المتحدة      | Titanic –سفينة ركاب عابرة محيطات وفي ذلك الوقت، عدت أكبر سفينة في العالم. في 14 نيسان عام 1912، في رحلتها الأولى، وردت التفارير تفيد انها ضربت بجبل جليدي، حيث التوى جزء من البدن وتسبب في غرقها في الساعات الأولى من صباح يوم 15 أبريل 1912. 706 من جملة الركاب الذين قدروا 2,223 وافراد الطاقم قد نجوا. كانت خسارة التينانيك حافزا لإصلاحات كبرى في سلامة النقل البحري ويمكن القول إنها الكارثة البحرية الأكثر شهرة، هي موضوع عدد لا يحصى من تصوير وسائل الإعلام. تايتانيك رفعت الراية الزرقاء لسيدها، إدوارد سميث، وكان القائد في إحتياطى البحرية الملكية. | 1,517       |                        |
| 1707  | المملكة المتحدة      | حدثت كارثة سيلي البحرية 1707 - وفي 22 تشرين الأول 1707، التابعة لآسطول البحرية الملكية في طريقها من جبل طارق إلى بورتسموث حيث أبحرت أربع سفن من خلال الشعاب الخطرة غرب جزر سيلي. ( HMS (Association) , HMS (Romney) HMS (Romney) و HMS (Firebrand)) وقد غرقت السفن. ولكن العدد الدقيق للطاقم المفقود غير معروف. البيانات تختلف بين1,400 and over 2,000. تقرر لاحقا أن السبب الرئيسي كان عدم قدرة الملاحين حساب خط الطول الخاص بهم بدقة. | 1,400-2,000 |                        |
| 1954  | اليابان              | Toya Maru - إن عبارة ركاب يابانية، تلك العبارة التي غرقت في إعصار ماري في مضيق تسوجارو بين الجزر اليابانية من هوكايدو وهونشو في 26 سبتمبر 1954. ويقال [مِن قِبَل مَن؟] أن 1,153 شخصا كانوا على متنها قد فقدوا ولكن لا يزال العدد الدقيق من القتلى غير معروف لأن بعض الضحايا تمكن من الصعود دون تذاكر وألغى آخرون سفرهم قبل الإبحار. | 1,153       |                        |
| 1744  | المملكة المتحدة      | HMS Victory – الباخرة ذات مائة بندقية من الدرجة الأولى غرقت في عاصفة في القناة الإنجليزية أثناء عودتها إلى إنجلترا في ليلة 4 أكتوبر 1744. معها ضاعت الأدميرال السير جون بالشن وطاقمها الكامل تقريبا 1,150 من الرجال. | 1,150       |                        |
| 1914  | كندا                 | Empress of Ireland – في 29 مايو 1914 غرقت سفينة الركاب بعد اصطدامها مع سفينة الشحن Storstad في نهر سانت لورانس، مما أسفر عن مقتل 1,012 شخص. لكن حوالى 465 نجوا من الحادث. | 1,012       |                        |
| 2006  | مصر                  | عبارة السلام - وفي 3 فبراير 2006، غرقت العبارة السلام السلام بوكاتشيو 98 في البحر الأحمر وكانت في طريقها من ضباء، المملكة العربية السعودية، إلى سفاجا في جنوب مصر. السفينة كانت تحمل 1,312 راكب و 96 من أفراد الطاقم. نجا 388 شخصا. | 1,000       |                        |
| 1904  | الولايات المتحدة     | General Slocum – باخرة ذات المجداف اشتعلت فيها النيران وغرقت في نهر الشرق في نيويورك يوم 15 يونيو 1904.وقد فقد أكثر من 1,000 شخص، مما يجعلها أعلى خسارة في مدينة نيويورك من حيث عدد الضحايا حتى هجمات 11 سبتمبر. | 1,000       |                        |
| 1912  | اليابان              | SS (Kiche Maru) – غرقت في اعصار في المحيط الهادئ في 22 أيلول 1912. وتشير التقديرات إلى أن أكثر من 1,000 شخص لقوا حتفهم. | 1,000       |                        |
| 1921  | سنغافورة             | SS (Hong Moh) – يوم 3 مارس عام 1921، ضربت السفينة الصخور في جزيرة وايت لاموك بالقرب من شانتو (شانتو) على الساحل الجنوبي للصين. وتحطمت إلى قطعتين وغرقت مما أسفر عن مقتل حوالي 1,000 من 1,100 شخص كانوا على متنها.\|1,000 |             |                        |
| 1927  | اليابان              | Wusung - في 16 أيلول عام 1927، توفي 900 عاملا يابانيا عندما غرقت الباخرة، متجهة إلى كامتشاتكا، قبالة جزر الكوريل. | 900         |                        |
| 1807  | المملكة المتحدة      | HMS (Blenheim) و HMS (Java) – حينما أبحرتا في قافلة إلى الهند فقد فقدت كل السفن دون أثر في عاصفة ويفترض أنهما تعثرتا في مكان ما من رودريغز. وذكر أن السفينة بلينهايم كانت في حالة سيئة ويقال إن جافا قد غرقت أثناء محاولتها إنقاذ طاقم بلينهايم ' في العاصفة. وقد فقد نحو 280 من رجال جافا و 590 من بلينهايم. | 870         |                        |
| 1994  | إستونيا              | MS (Estonia) – السفينةدحرجه (RORO أو الدحرجة) غرقت وسط أمواج عاتية في 28 سبتمبر 1994. وخلص التحقيق إلى فشل واقى الباب القوسى مما سمح للمياه من بحر البلطيق لدخول السفينة.وقد فقد 852 شخصا؛ ونجا 137 . | 852         |                        |
| 1915  | الولايات المتحدة     | SS (Eastland) – في 24 تموز عام 1915، في حين دخلت الباخرة إلى المرسى في نهر شيكاغو، وحمولة السفينة من الركاب تحولت إلى جانب النهر من السفينة الامر الذي ادى إلى إلتفافها ومن ثم إنقلابها، مما أسفر عن غرق 845 من الركاب والطاقم. | 845         |                        |
| 1760  | المملكة المتحدة      | HMS Ramillies والدرجة الثانية HMS سابقا كاثرين الملكية ، وقد دمرت في بولت هيد بالقرب من بليموث في 15 شباط 1760.الضحايا من الطاقم على متنها 850، و 20 بحارا وصف ضابط بحري واحد على قيد الحياة. | 829         |                        |
| 1857  | الإمبراطورية الروسية | Lefort – في 22 22 سبتمبر 1857 ليفورت كانت في خليج فنلندا في طريقها من ريفال لكرونستاد جنبا إلى جنب مع السفن Imperatritsa ألكسندرا، فلاديمير و Pamiat Asova . وكان على متن السفينة 756 من الطاقم والضباط جنبا إلى جنب مع 53 امرأة، و 17 طفلا الذين كانوا من عائلات أفراد الطاقم. تم الهجوم على السفينة في ضربة مفاجئة حيث دارت يفورت حول محورها أكثر من مرة، ثم صححت نفسها، ثم دارت تكرارا وغرقت بين جزيرتي جوجلاند والبولشوى Tyuters مع خسارة كل ال 826 شخصا الذين كانوا على متنها.                                                                           | 826         |                        |
| 1996  | تنزانيا              | MV (Bukoba) – غرقت العبارة المحملة بعدد مضاعف بتاريخ 21 مايو 1996 في بحيرة فيكتوريا. في حين أظهرت بيانات السفينة أن 443 كانوا على متنها، وتشير التقديرات إلى أن نحو 800 شخصا لقوا حتفهم في حادث الغرق. |             |                        |
| 1782  | المملكة المتحدة      | Royal George – غرقت السفينة بينما راسية في بورتسموث بينما كان يجري سحب السفينة لاجراء اصلاحات على الجانب السفلي في 29 أغسطس 1782 مع طاقم كامل وعددا كبيرا من الزوار كانوا على متنها. السفينة إنحرفت بعيدا جدا وبدأ الماء يتسرب من فتحات السفينة وغرقت. وفقد أكثر من 800 شخص، بما في ذلك اللواء ريتشارد كيم بنفيلت، وتقريبا 300 امرأة و 60 من الأطفال من الذين كانوا يزورون السفينة. | 800         | Loss of HMS رويال جورج |